# GMA 피노이 TV
GMA 피노이 TV(영어: GMA Pinoy TV)는 2005년에 설립된 GMA 네트워크의 국제 텔레비전 방송이다.

## 같이 보기
- GMA 라이프 TV
- GMA 뉴스 TV
- 더 필리피노 채널